# Гринина, Анастасия Олеговна
Анастасия Олеговна Гринина (в девичестве Рогачёва; 3 июня 1989) — российская футболистка, полузащитница.

## Биография
Воспитанница красноярского футбола, тренер — Николай Николаевич Железнов. В молодости выступала также в соревнованиях по мини-футболу за команду СФУ, с начала 2010-х годов сосредоточилась на выступлениях в большом футболе. Неоднократный призёр первого дивизиона России в составе красноярского «Енисея», признавалась лучшим игроком соревнований. В первой половине 2010-х годов была капитаном команды.
С 2017 года со своим клубом выступает в высшей лиге, дебютный матч на высшем уровне сыграла 18 апреля 2017 года против «Россиянки», заменив на 80-й минуте Алину Дорофееву. Автором первого гола в высшей лиге стала 1 июня 2019 года в матче против клуба «Рязань-ВДВ».

## Личная жизнь
С 2016 года выступает под фамилией Гринина. Есть дочь.